# Гренада (округ)
Округ Гренада (англ. Grenada County) — округ штата Миссисипи, США. Население округа на 2000 год составляло 23263 человек. Административный центр округа — город Гренада.

## История
Округ Гренада основан в 1870 году.

## География
Округ занимает площадь 1093 км2.

## Демография
Согласно переписи населения 2000 года, в округе Гренада проживало 23263 человек (данные Бюро переписи населения США). Плотность населения составляла 21.3 человек на квадратный километр.